# Курьянцы
Курьянцы (укр. Кур'янці) — село на Украине, находится в Погребищенском районе Винницкой области.
Код КОАТУУ — 0523485203. Население по переписи 2001 года составляет 278 человек. Почтовый индекс — 22231. Телефонный код — 4346.
Занимает площадь 0,172 км².

## Адрес местного совета
22230, Винницкая область, Погребищенский р-н, с. Саражинцы, ул. Садовая, 34